# Fricassée au tourain
La fricassée au tourain est une soupe de lard et d'oseille traditionnelle limousine. Dans sa composition entrent lard coupé en dés, oseille et un assaisonnement d'oignons.

## Ingrédients
Ce mets est élaboré à base d’oseille, d’oignons, de lard maigre, du saindoux (ou de la graisse d’oie), le tout saupoudré de farine et mouillé d'eau puis assaisonné de sel et de poivre.

## Préparation
Pour préparer cette soupe, il faut ciseler finement l’oseille puis hacher les oignons et tailler le lard en dés. Ces deux derniers ingrédients sont mis à colorer avec du gras dans une sauteuse puis saupoudrés de farine pour réaliser un roux. Le mélange est ensuite mouillé d’eau bouillante. Dès que le tout frémit, l'oseille est rajoutée et l'ensemble est mis à mijoter pendant 25 minutes avant d'être assaisonné en fin de cuisson.

## Accord mets / vins
Traditionnellement, les plats régionaux s'accordent avec les vins de la même région. C'est le cas pour cette fricassée qui s'accorde un vin blanc jeune du vignoble de la Loire comme un côtes-d'auvergne ou encore un urfé.